# Herr Wichmann von der CDU
Herr Wichmann von der CDU ist ein Dokumentarfilm des Regisseurs Andreas Dresen aus der Reihe Denk ich an Deutschland … Er wurde von Megaherz Film und Fernsehen produziert. Der 2003 veröffentlichte Film thematisiert den Wahlkampf des CDU-Politikers Henryk Wichmann vor der Bundestagswahl 2002. 2012 folgte der Dokumentarfilm Herr Wichmann aus der dritten Reihe.

## Inhalt
Der 25-jährige Student Henryk Wichmann ist bei der Bundestagswahl 2002 Direktkandidat der Brandenburger CDU im Wahlkreis 57 Uckermark – Barnim I. Er fordert damit den langjährigen Bundestagsabgeordneten Markus Meckel (SPD) heraus, dessen Umfragewerte weit über denen Wichmanns liegen und der die letzte Wahl mit 52 % der Erststimmen gewann. Mit dem Slogan „Frischer Wind bringt Bewegung in die Politik“ wirbt Wichmann an Straßenständen, auf Volksfesten, bei Firmen, in Schulen und Altersheimen um Wählerstimmen. Der Kandidat, der für den Wahlkampf ein Urlaubssemester einlegt und einen Kredit aufgenommen hat, kann kaum auf personelle Unterstützung zurückgreifen, sowohl um Bestellung als auch Verteilung von Wahlplakaten und anderem Werbematerial kümmert er sich persönlich. Sowohl Angela Merkel als auch Jürgen Rüttgers unterstützen ihn während eines Wahlkampfauftrittes. Am Wahlabend verfolgt er mit Parteifreunden die Berichterstattung und freut sich über den Sieg, den Bundeskanzlerkandidat Edmund Stoiber am frühen Abend für sich verbucht. Im Laufe des Abends ändern sich die Hochrechnungen und die gelöste Stimmung schlägt in Niedergeschlagenheit und Fassungslosigkeit um. Im eigenen Wahlkreis unterliegt Wichmann dem SPD-Kandidaten Meckel deutlich (Meckel: 49,3 %; −2,5 % im Vergleich zur Bundestagswahl 1998; Wichmann: 21,4 %; +1,1 %).

## Entstehungsgeschichte
Als Regisseur Andreas Dresen von seinem späteren Produzenten Fidelis Mager gefragt wurde, ob er einen Film für die Reihe Denk ich an Deutschland … drehen wolle, sagte er in Anbetracht länger zurückliegender Erfahrung mit dem Dokumentarfilm-Genre spontan zu, ohne dass zu diesem Zeitpunkt ein inhaltliches Konzept vorlag.

„Wir wollten gestalterisch sehr pur sein, ohne Kommentar, mit einer Figur, die durch den Film führt und mit unterschiedlichen Menschen in Kontakt kommt. Wir wollten, dass sich die Situationen im Film organisch ergeben. Am Anfang dachten wir an einen Gerichtsvollzieher oder ähnliches, später kamen wir auf die Idee, einen unbekannten Politiker auf seiner Wahlkampftour zu begleiten.“

Die CDU wählte Dresen, um „eine bestimmte Reibung im Film aufrecht zu halten“, verneint aber gleichzeitig eine besondere Wichtigkeit der Parteizugehörigkeit. Die CDU Brandenburg machte ihn auf Henryk Wichmann aufmerksam, der zusagte. Aufgrund der bevorstehenden Wahl wurden die Dreharbeiten schnell aufgenommen, an insgesamt 15 Drehtagen wurde Wichmann von einem dreiköpfigen Team bei Wahlkampfauftritten begleitet.

## Kritiken
„Der hellsichtige und zugleich erhellende Film ist ein Glücksfall für den politischen Dokumentarismus, der über den konkreten Einzelfall hinaus auch die fundamentale Krise der bundesdeutschen Demokratie reflektiert.“